# Antoonops bouaflensis
Espèce
Antoonops bouaflensis est une espèce d'araignées aranéomorphes de la famille des Oonopidae.

## Distribution
Cette espèce est endémique de Côte d'Ivoire.

## Description
Ces araignées ressemblent à des fourmis. Les mâles mesurent de 1,71 à 1,79 mm et les femelles de 1,64 à 1,71 mm.

## Étymologie
Son nom d'espèce, composé de bouafle et du suffixe latin -ensis, « qui vit dans, qui habite », lui a été donné en référence au lieu de sa découverte, Bouaflé.

## Publication originale
- Fannes & Jocqué, 2008 : Ultrastructure of Antoonops, a new, ant-mimicking genus of Afrotropical Oonopidae (Araneae) with complex internal genitalia. American Museum novitates, no 3614, p. 1-30 (texte intégrale).